# К402
К402 — музичний гурт, який заснований у 2007 році у Львові. Лідер гурту — Сергій Случак. Характерною рисою гурту є самобутність, натхненням — реалії з життя. Цікаві глибокі тексти, душевний рок та харизматична команда. Музиканти ніколи не прагнули грати в якомусь визначеному напрямку та з роками музичної творчості гурту сформувався свій своєрідний стиль, який вони називають Soul Rock. Команда веде активну концертну діяльність та має на рахунку два студійних альбоми «Красива сумна» (2008), «Люди блукають» (2009). Сингл «Вихід Є» (2011), сингл «Ластівка» (2013), сингл «Де та любов?» (2014), перезапис «Хтось в небесах» (2014).

## Історія

### 2007 рік
Історія К402 як повноцінного музичного гурту бере початок з 2007 року, хоча насправді все починалось набагато раніше, коли два студенти НЛТУ, Сергій Случак та Іван Джон Павлів (ударні) поселились у стіни гуртожитської кімнати № 402 (звідси назва — К402) де вони вперше й познайомились. Тут почались якісь перші звуки, натхненні посиденьки на яких у компанію хлопців влився Олег Балтійський (бас) і якраз майже одночасно з його появою з'явилась назва групи. Олег був певним рушієм, він зумів переконати Сергія у потрібності існування/створення групи. Також до появи у гурті Олега Балтійського, його попередником був Мостика Зорян Валерійович. Близько року потому приєднався Петро Добровольський (гітара), хлопці грали просто в кайф, влаштовували «квартирники» на які щораз приходило дедалі більше слухачів. На одному зі студентських afterparty, Сергій познайомився з Юлею Скобель (клавіші). Почали роботу над матеріалом, репетиції до сольного концерту.
21 листопада 2007 року К402 дали сольний концерт зібравши переповнений зал НЛТУ, цей день і вважається народження К402 як музичної групи.
Після першого сольного все закипіло, довго не роздумуючи група вирішила записати відразу альбом.

### 2008 рік
У січні 2008 на черкаській студії Paradox Records було записано перший альбом «Красива сумна». Він став масштабним знайомством з публікою, викликав у когось зі слухачів зацікавлення, у когось критику, — менше з тим, мав наслідком ряд концертів містами Західної України та часті виступи на сценах Львова.

### 2009 рік
На початку 2009 року група почала роботу на Butrecords над другим альбомом «Люди блукають».
13 червня відбулась концерт-презентація нового альбому у клубі «S.Dali». Своєю участю К402 підтримали гурти «Оратанія» та «П. Н.Д»
А далі знову гастролі, «К402» бере участь у фестивалях «Висадка» м. Тернопіль, «Цвіт Папороті» Коломия (с.П'ядики), проходить львівський відбір на фестиваль «Тарас Бульба 2009» (м. Дубно) на якому входить у п'ятірку найкращих і стає дипломантами фестивалю.
Під кінець року через поганий стан здоров'я групу покидає барабанщик Іван Павлів.

### 2010 рік
У силу важливих обставин бас-гітарист Олег Балтійський змушений переїхати на проживання в Сан-Дієго (США), на зміну йому в команді новий бас-гітарист Артур Тодеренчук.
К402 дає низку концертів у Черкасах, Коломиї, Хмельницькому, виступає в рамках проєкту «Дні Європи в Україні» на головній сцені у Львові.
У липні 2010 року за власним бажанням групу покидає Артур Тодеренчук, а згодом через сімейні обставини й Петро Добровольський (гітарист).
На той час сформувався новий склад групи Сергій Случак — гітара, голос, Юля Скобель — клавіші, бек-вокал, Андрій Савчин — бас-гітара, Олег Романов — барабани, який дає декілька концертів у Львові, Чернівцях та Вінниці на фестивалі «МУЗентропія».

### 2011 рік
У січні 2011 К402 презентує новий сингл «Вихід Є» в якому розкривається зовсім нове звучання групи.
На початку весни у групі знову відбуваються зміни складу з'являється гітарист Володимир Матвійчук, та бас-гітарист Каспер який вже неодноразово підтримував групу на сцені. і знову концерти Львів — «День молоді», Бережани — фестиваль «Рурисько», фестиваль «ЗАХІД» (с. Родатичі), фестиваль «Re$publica» м. Кам'янець-Подільський.
Бере участь у концерті-відкритті оновленого рок-клубу «Rock Garage» у Львові.
21 листопада 2011 року К402 організовує масштабну концерт-вечірку з нагоди свого дня народження — «Від самого початку і до сьогодні…». На концерті прозвучали пісні, починаючи з першого альбому і ті, які на той час можна було почути тільки наживо. Переповнений клуб концерт у три частини, близьке і щире спілкування з публікою.

### 2012 рік
Новий сезон К402 відкрили весною у Львові з головної сцени до «Євро-2012» разом із новим барабанщиком гурту Сергієм Бойко.
Акустичний виступ на фестивалі «ЗАХІД».
Виступ на фестивалі «ПораБула» м. Ужгород.

### 2013 рік
2013 рік «К402» розпочинає з роботи над записом нового синглу «Ластівка» і вже з весни, з презентацією синглу розпочинає активну концертну діяльність, бере участь у фестивалях «ЗАШКІВ», «Вишиванка», «Велет», «Woodstock», «Файне місто», «Підкамінь», «Тарас Бульба», «Salt Lake fest», «ФранкоМісія», «ЗАХІДНИЙ ВІТЕР», Lviv Acoustic Fest виступає на клубних концертах та благодійних акціях.

### 2014 рік
Гурт працює над записом акустичного альбому та починає запис повноцінного третього альбому. З нагоди 7-річчя відіграли черговий тур містами західної України з концертною програмою «Де та любов?» яка отримала назву нового синглу та об'єднала у собі найкращі пісні за 7 років музичної творчості гурту.

## Склад гурту
- Сергій Случак — гітара, вокал
- Юля Скобель — клавіші, бек-вокал
- Каспер — гітара
- Сергій Бойко — ударні
- Олег Корнило — перкусія

## Колишні учасники
- Артур Тодеренчук — бас-гітара
- Петро Добровольський — гітара
- Володимир Матвійчук — гітара
- Павлів Іван — ударні
- Олег Балтійський — бас-гітара

## Дискографія
- 2008 — «Красива сумна».
- 2009 — «Люди Блукають» - посилання на soundcloud
- 2011 — сингл «Вихід Є» + офіційне відео https://www.youtube.com/watch?v=lFUpYjOtKdk [Архівовано 30 березня 2016 у Wayback Machine.]
- 2013 — сингл «Ластівка» + офіційне відео https://www.youtube.com/watch?v=CmfEaPQwRys
- 2015 — «Сон»

### Сингли
- 2016 — «Хтось в небесах»
- 2016 — «Знайду» -
- 2016 — сингл «Julieta»
- 2016 — сингл «Сон»